# Тафт, Альфонсо
Альфонсо Тафт (англ. Alphonso Taft; 5 ноября 1810 — 21 мая 1891) — американский государственный деятель, военный министр США (1876), генеральный прокурор США (1876—1877), отец 27-го президента США Уильяма Говарда Тафта.

## Биография
Родился в Тоуншенде (штат Вермонт). Окончил в 1833 году Йельский колледж, где со своим однокурсником Уильямом Хантингтоном Расселом организовал тайное общество Череп и кости. В 1835—1837 годах был наставником в Йеле. Окончил Школу права Йельского университета. В 1838 году принят в коллегию адвокатов в штате Коннектикут. В 1839 году переезжает в Цинциннати (штат Огайо). Был членом городского совета Цинциннати, членом попечительских советов университета Цинциннати и Йельского университета.
В 1866—1872 годах был членом Верховного суда Цинциннати, после занимался адвокатской практикой.
В период президентства Улисса Гранта входил в правительства. В 1876 году был военным министрам США, в 1876—1877 годах — генеральным прокурором США.
В 1879 году участвовал в выборах на пост губернатора штата Огайо, но проиграл Чарльзу Фостеру.
В 1880-х годах находился на дипломатической службе. В 1882—1884 годах был послом США в Австро-Венгрии, в 1884—1885 годах послом США в России.